# Rhopalovalva
Rhopalovalva là một chi bướm đêm thuộc phân họ Olethreutinae trong họ Tortricidae.

## Các loài
- Rhopalovalva amabilis Oku, 1974
- Rhopalovalva exartemana (Kennel, 1901)
- Rhopalovalva grapholitana (Caradja, 1916)
- Rhopalovalva lascivana (Christoph, 1882)
- Rhopalovalva moriutii Oku, 2005
- Rhopalovalva orbiculata Zhang & Li, 2004
- Rhopalovalva ovata Zhang & Li, 2004
- Rhopalovalva pulchra (Butler, 1879)
- Rhopalovalva rhombea Zhang & Li, 2010[2]
- Rhopalovalva triangulata Zhang & Li, 2010[2]